# クリスタル・ジャパン (曲)
「クリスタル・ジャパン」 (Crystal Japan) は、イギリスのミュージシャンであるデヴィッド・ボウイのインストゥルメンタル曲で、1980年に日本でのみシングルとしてリリースされた。

## 概要
この曲は宝酒造の「純」のCMに使用され、ボウイ本人も出演、京都市にある正伝寺で撮影を行うために来日した。しかしこの曲は元々はCMのために作った曲ではなく、1980年の『スケアリー・モンスターズ』のセッションで作曲・録音されたとボウイは語っている。元々は「Fujimoto San」というタイトルで『スケアリー・モンスターズ』の最後の曲として収録する予定だったが、最終的には「イッツ・ノー・ゲーム (パート2)」が代わりに収録された。

## シングル収録曲
| #  | タイトル                                | 作詞・作曲                             | 時間 |
| -- | --------------------------------------- | -------------------------------------- | ---- |
| 1. | 「クリスタル・ジャパン」(Crystal Japan) | デヴィッド・ボウイ                     | 3:08 |
| 2. | 「アラバマ・ソング」(Alabama Song)      | ベルトルト・ブレヒト、クルト・ヴァイル | 3:51 |

## その他のリリース
- 1981年にシングル「アップ・ザ・ヒル・バックワーズ（英語版）」のB面としてリリースされた[8]。
- 1982年にコンピレーション・アルバム『レア（英語版）』に収録された。
- 1992年に『スケアリー・モンスターズ』の再発盤のボーナス・トラックとしてリリースされた。
- 2001年にコンピレーション・アルバム『オール・セインツ（英語版）』に収録された。
- 2017年に回顧展「DAVID BOWIE is（英語版）」の日本会場にて「レディ・スターダスト」のデモバージョンをA面、「クリスタル・ジャパン」をB面に収録したシングルが販売された[9]。
- 2017年にボックス・セット『ア・ニュー・キャリア・イン・ア・ニュー・タウン (1977-1982)（英語版）』に収録された。